# Lac Salamandre
Lac Salamandre är en sjö i Kanada.   Den ligger i regionen Nord-du-Québec och provinsen Québec, i den östra delen av landet, 600 km norr om huvudstaden Ottawa. Lac Salamandre ligger 264 meter över havet. Arean är 24,9 kvadratkilometer. Den sträcker sig 12,5 kilometer i nord-sydlig riktning, och 7,8 kilometer i öst-västlig riktning.
Trakten runt Lac Salamandre är nära nog obefolkad, med mindre än två invånare per kvadratkilometer.